# Мус-Парк
Мус-Парк (англ. Moose Park) — тауншип в округе Айтаска, Миннесота, США. На 2010 год его население составило 68 человек. Название тауншипа было предложено одним из первых поселенцев Харпером.

## География
По данным Бюро переписи населения США площадь тауншипа составляет 36,6 км², из которых 94,6 км² занимает суша, а 0,1 км² — вода (0,14 %).

## Население
В 2010 году на территории тауншипа проживало 68 человек (из них 61,8 % мужчин и 39,2 % женщин), насчитывалось 29 домашних хозяйств и 20 семей. На территории города было расположено 50 построек со средней плотностью 0,5 построек на один квадратный километр суши. Расовый состав населения: белые — 100,0 %.
Население города по возрастному диапазону по данным переписи 2010 года распределилось следующим образом: 23,5 % — жители младше 21 года, 48,6 % — от 21 до 65 лет и 27,9 % — в возрасте 65 лет и старше. Средний возраст населения — 48,5 года. На каждые 100 женщин в Мус-Парке приходилось 161,5 мужчин, при этом на 100 совершеннолетних женщин приходилось 140,9 мужчин сопоставимого возраста.
Из 29 домашних хозяйств 69,0 % представляли собой семьи: 51,7 % совместно проживающих супружеских пар (17,2 % с детьми младше 18 лет); 3,4 % — женщины, проживающие без мужей, 13,8 % — мужчины, проживающие без жён. 31,0 % не имели семьи. В среднем домашнее хозяйство ведут 2,34 человека, а средний размер семьи — 2,85 человека. В одиночестве проживали 27,6 % населения, 10,3 % составляли одинокие пожилые люди (старше 65 лет).
В 2014 году из 51 человек старше 16 лет имели работу 16. Медианный доход на семью оценивался в 51 250 $, на домашнее хозяйство — в 55 500 $. Доход на душу населения — 32 622 $ в год.